# Ruda Maleniecka
Ruda Maleniecka – wieś w Polsce położona w województwie świętokrzyskim, w powiecie koneckim, w gminie Ruda Maleniecka.
W latach 1975–1998 miejscowość administracyjnie należała do województwa kieleckiego.
Przez miejscowość przepływa rzeka Czarna Konecka dopływ Pilicy.
Miejscowość jest siedzibą gminy Ruda Maleniecka oraz parafii Zwiastowania Najświętszej Maryi Panny.
Przez wieś przechodzi  czerwony szlak turystyczny z rezerwatu przyrody Diabla Góra do Łącznej.
W miejscowości działał Zakład Rybacki Ruda Maleniecka wchodzący w skład Państwowego Gospodarstwa Rybackiego Kielce.

## Części wsi
| SIMC    | Nazwa        | Rodzaj    |
| ------- | ------------ | --------- |
| 0266614 | Nadleśnictwo | część wsi |
| 0266620 | Piaski       | część wsi |
| 0266637 | Praga        | część wsi |
| 0266643 | W Choinie    | część wsi |

## Historia
Geneza i wczesne dzieje Rudy Malenieckiej nie są znane. O przemysłowej przeszłości może świadczy nazwa – „Ruda”. Zdaniem historyków nazwy tego typu należą do najstarszych, sięgających czasów Piastowskich. W średniowieczu rudami nazywano przysiółki, w których w prymitywnych dymarkach wytapiano niewielkie ilości żelaza.
Prawdopodobnie Ruda była przez jakiś czas przysiółkiem Wyszyny. Jednak pierwsze wzmianki o Rudzie Wyszyńskiej pochodzą dopiero z 1717 roku. Była to wieś z dymarką, której właścicielem był Saryusz Wolski. W owym czasie miejscowość należała do parafii Fałków.
Rozwój okolic Rudy nastąpił z chwilą przybycia na te tereny kasztelana łukowskiego, senatora Jacka Jezierskiego w latach 80. XVIII w. W krótkim czasie Jezierski powiększył swoje posiadłości w okolicach Rudy, a mianowicie w 1782 roku zakupił on od Prażmowskiego Maleniec, Dębę, Grębenice oraz część wsi Koliszowy. Następnie w 1785 roku od Makarego Kluszewskiego nabył Miedzierzę, Kawęczyn, Wólkę Smolaną i Świnków. Natomiast w 1791 r. powiększył majątek o wsie: Lipa, Szkucin i Greszczyn zakupione od rodziny Strzemboszów. Jednak w żadnym ze spisów nie ma wzmianki o Rudzie, która nadal stanowiła własność Saryusza Wolskiego. Kasztelan Jezierski zasłynął, jako twórca przemysłowego ośrodka nad Czarną. W skład jego dóbr wchodziły liczne zakłady metalurgiczne i górnicze.
Z dokumentów hipotecznych wynika, że kasztelan sprzedał swe dobra 23 grudnia 1800 roku księciu Karolowi Hessen Darmstadt za sumę 1 626 000 złotych polskich.
Składały się wtedy one z trzech kluczy: 
- maleniecki z wsiami: Maleniec, Grębenice, Koliszowy i Dęba.
- miedzierski z wsiami: Miedzierza, Świnków, Wólka Smolana, Kawęczyn, Poprzeczaki, Matyniów, Niemiec.
- lipski z wsiami: Lipa, Młotkowice, Cieklińsko, Szkucin, Greszczyn, Hucisko i Cis.

4 lipca 1803 roku Saryusz Wolski sprzedał Rudę Wyszyńską oraz miejscowości Wyszynka, Wesoła i Lisie Jamy (Łysa Góra) pełnomocnikowi księcia Karola za sumę 185 400 złotych polskich.
Według spisu z 1825 roku w Rudzie Wyszyńskiej wznosił się niewielki dwór parterowy, za, którym znajdowała się nowo wybudowana oficyna, browar, gorzelnia, obórka, 4 chlewiki, obora, 2 spichlerze, 2 stodoły, stajnia i wozownia. W skład zabudowań dworskich wchodziły również: austeria przy gościńcu koneckim i suszarnia słodu nad sadzawką. Przy stawie znajdowały się: dom młynarza, młyn zbożowy z 3 kołami wodnymi, folusz z 1 kołem wodnym, tartak z 1 kołem wodnym, nowo wystawiona fryszerka z 2 piecami i 2 młotami oraz 4 kołami wodnymi, a za nią węgielnica.
W tym czasie w Rudzie znajdowało się 20 domów włościańskich i 7 na Wyszynce. Dwór zamieszkiwał od 1808 roku Nepomucen Szoffler – pełnomocnik księcia Karola. Pełnił on też funkcję wójta Rudy Wyszyńskiej, Lipy, Maleńca i Miedzierzy. Jego zastępcą był Stanisław Luboński, a sołtysem był Wojciech Jaskulski. 
Książę zamieszkiwał na stałe w Maklemburgii, a jego dobrami zarządzali zmieniający się często pełnomocnicy, powodowało to liczne problemy w zarządzaniu tak dużym majątkiem. Ponadto funkcjonowało wielu dzierżawców i poddzierżawców, którzy administrowali poszczególnymi wioskami, folwarkami lub zakładami. 
Z czasem nasilający się chaos w administracji oraz brak należytego nadzoru spowodowały zahamowanie rozwoju gospodarczego w dobrach księcia. Przed majątkiem coraz wyraźniej rysowało się widmo bankructwa.
W 1825 roku dzierżawcą niemal całych dóbr stał się Stanisław Bogusławski. Było też kilku znaczących poddzierżawców. Wyszynkę i miejscową fryszerkę poddzierżawiał Teodor Mazarski z Rudy.
Jednym ze znaczących poddzierżawców był Żyd Samuel Przednówek, kupiec z Końskich Wielkich, który stał się właścicielem młynka i browarku pod Maleńcem w miejscowości Lisie Jamy (Łysa Góra) oraz browarku Wesoła. Przejął on, też w wyniku niewypłacalności księcia fabrykę kos i pił w Świnkowie oraz piec stalowy w Maleńcu. 
W 1826 roku Samuel Przednówek udał się do księcia Karola do Neu Strelitz w celu odzyskania długu i podczas podróży zmarł.
Najpoważniejsze stanowisko wśród poddzierżawców posiadała pochodząca z Opoczna Temerla – wdowa po Berku Szmulu Sonnenbergu, dostawcy soli do Królestwa Polskiego. Wykupiła ona zobowiązania księcia Karola wobec Jana Jezierskiego – wnuka kasztelana Jacka, a następnie w 1826 roku udzieliła pożyczki księciu, którą miał spłacać wyprodukowanym żelazem w miejscowych zakładach, a na końcu wykupiła majątek Samuela Przednówka. Na skutek niewypłacalności księcia, Temerla miała prawo przejąć cały jego majątek.
Jednak w 1830 roku sytuacja uległa nagłej zmianie, kiedy to 28 stycznia zmarł książę Karol. W tym samym roku 23 lipca zmarła, też, Temerla pozostawiając sześcioro dorosłych dzieci, które posiadały prawa do jej spadku.
Wielu spośród dzierżawców wyrażało chęć kupna części majątku i dlatego też czynili starania w tym kierunku. Spadkobiercy Temerli byli też zainteresowani przejęciem całości majątku, ale żadne z nich nie posiadało wystarczająco dużo gotówki, aby spłacić pozostałych.
W tym samym czasie wspomnianymi dobrami zainteresował się Bank Polski, który w 1833 roku zawarł umowę z Tadeuszem Bocheńskim z Michałowic. Miał on zgodnie z umową, za pożyczone od banku pieniądze wykupić dobra przemysłowe w Lipie, Maleńcu, Miedzierzy i Rudzie. 
W 1834 roku Tadeusz Bocheński zamieszkał w Dobrach Ruda Maleniecka. Wtedy to po raz pierwszy użyto tej nazwy.
W 1836 roku pomyślnie zakończył się proces Banku Polskiego z Domem Handlowym we Frankfurcie nad Menem. Zgodnie z decyzją banku Tadeusz Bocheński po spłacie kredytu 800 000 złotych polskich Bankowi Polskiemu stał się właścicielem dóbr. W transakcji niezwykle pomocny okazał się Józef Lubowidzki – szwagier Tadeusza, który był prezesem banku.
Tadeusz Bocheński zanim osiadł w Rudzie Malenieckiej, jako młodzieniec wstąpił do armii napoleońskiej i brał udział w kampaniach 1809 i 1812 roku. W wieku niespełna 21 lat został nominowany do stopnia porucznika. Między innymi odznaczył się w bitwie nad Berezyną. Po upadku Napoleona do życia cywilnego wrócił w stopniu kapitana artylerii.
Bocheński, jako patriota próbował, też swą działalnością przyczynić się do rozbudowy narodowego przemysłu oraz infrastruktury. Był wielkim miłośnikiem rozwoju przemysłu żelaznego. Rozpoczął modernizację i rozbudowę istniejących w Rudzie zakładów. Wybudował tu dwie pudlingarnie, walcownię i topornię. Dokonał przebudowy dworu i wzniósł neoromańską kaplicę.
W 1844 roku Bocheński w swych dobrach zniósł pańszczyznę i zadbał o opiekę lekarską swych pracowników zatrudniając lekarza Jana Riebe, który zamieszkał w nowo wybudowanym domu w Cieklińsku. Założył też Bibliotekę Bocheńskich w Rudzie Malenieckiej. Wprowadził, wiele innowacji w systemie zatrudnienia. Jedna z nich polegała na wypłacaniu robotnikom dniówek, co czyniło ich bardziej wydajnymi w pracy.
W 1844 roku w zakładach Bocheńskiego pracowało 150 robotników, a wartość produkcji wyniosła 93 200 rubli. Do końca lat czterdziestych XIX wieku były to najnowocześniejsze prywatne zakłady górniczo-hutnicze w Królestwie Polskim.
W połowie XIX wieku Tadeusz Bocheński był jednym z najbogatszych ziemian w ówczesnej guberni radomskiej. Jego rozległy majątek szacowano na 363 000 rubli.
W 1849 roku Tadeusz Bocheński zmarł i spoczął na cmentarzu parafialnym w Lipie.
Po śmierci Tadeusza Bocheńskiego rozbudowę i modernizację zakładów kontynuowali jego dwaj synowie: Józef i Franciszek.
Bocheńscy dołożyli wielu starań, aby rozwinąć gospodarczo swoje dobra i nadać znaczenie siedzibie dóbr, jakim stała się Ruda Maleniecka. Świadczyć o tym może fakt istnienia w 1870 roku jednej ze stacji poczty konnej w Rudzie Malenieckiej. Pozostałe stacje znajdowały się w Szydłowcu, Końskich, Radoszycach i Przedborzu. Do 1885, kiedy uruchomiono linię kolejową w Końskich, poczta pełniła też rolę jedynego środka transportu osobowego.
Franciszek i Józef Bocheńscy wzięli również bezpośredni udział w Powstaniu styczniowym. Starszy z nich Franciszek początkowo niechętnie nastawiony do powstania wspomagał jednak powstańców materialnie. Później objął nawet stanowisko naczelnika powiatu opoczyńskiego. Funkcję zastępcy pełnił jego brat Józef. Majątek w Rudzie Malenieckiej słał też zaopatrzenie obozującym nieopodal w Ormanisze powstańcom. Ponadto w zakładach przemysłowych Bocheńskich uruchomiono produkcję uzbrojenia na potrzeby powstańcze. Roman Bocheński-syn Tadeusza z drugiego małżeństwa również wziął czynny udział w powstaniu styczniowym. Opuścił on koszary carskiego 3 Pułku Dragonów w Kielcach i w stopniu podporucznika przystąpił do powstania. W walkach odniósł liczne rany i leczony był w dworach szlacheckich. Po wyleczeniu został skierowany do oddziału majora Aleksandra Lütticha, walczył w bitwie pod Kaszewicami, w starciu z kozakami w Chorzenicach został ciężko ranny. Po powstaniu przebywał na emigracji w Ameryce, po powrocie osiadł w Galicji, zmarł w 1907. Losy tej postaci posłużyły Żeromskiemu do napisania „ Wiernej rzeki”.
Franciszek Bocheński za udział w powstaniu styczniowym został skazany na czteroletnią zsyłkę do Kiereńska. Po powrocie w 1868 roku zamienił ojcowiznę na dobra Czuszów i Nadzów w powiecie miechowskim.
W 1850 roku córka Tadeusza Bocheńskiego – Tekla – poślubiła Feliksa Wielogłowskiego herbu Starykoń, który w ramach rozliczeń rodzinnych objął wraz z bratem Ignacym dobra Malenieckie.
W 1864 roku w dobrach Malenieckich zarządzanych przez Józefa Bocheńskiego i Feliksa Wielogłowskiego funkcjonowały następujące zakłady:
- w Rudzie Malenieckiej — fryszernia i pudlingarnia.
- w Maleńcu — 4 fryszerki, fryzownia, topornia, walcownia blachy i gwoździarnia.
- w Cieklińsku — wielki piec i pudlingarnia.
- w Kawęczynie-Miedzierzy wielki piec oraz kopalnie rudy pod Miedzierzą i Grębienicami.

Do napędu urządzeń służyły przede wszystkim koła wodne oraz w mniejszym stopniu maszyny parowe.
Około 1870 r. Bocheński i Wielogłowski wybudowali w Rudzie Malenieckiej odlewnię żelaza i zakład budowy maszyn poruszany turbiną wodną. Wytwarzane były tu urządzenia na potrzeby gorzelni i cukrowni oraz narzędzia rolnicze.
W 1879 roku majątek Ruda Maleniecka przeszedł po raz drugi w posiadanie rodu Jezierskich, bowiem córka Feliksa-Maria Wielogłowska wyszła za mąż za hrabiego Seweryna Jezierskiego. Z uwagi na to, że Józef Bocheński nie posiadał potomstwa Seweryn Jezierski stał się jedynym dziedzicem.
Na skutek zmian technologicznych w dziedzinie metalurgii produkcja w miejscowych zakładach stawała się coraz mniej opłacalna. Dlatego, też Seweryn Jezierski zdecydował się na sprzedaż majątku Ruda Maleniecka. Postanowił jednak zachować pełnomocnictwa warszawskiego zarządu Towarzystwa Akcyjnego „Ruda Maleniecka”, w którego skład wchodziły zakłady górnicze, odlewnia i walcownia żelaza, warsztaty mechaniczne oraz cegielnia.
Według zachowanych dokumentów dawnej Guberni Radomskiej wiadomo, że w 1897 roku zakłady w Rudzie zatrudniały 60 pracowników, w tym 10 robotników pracowało w zakładach mechanicznych, 38 w walcowni i 12 w odlewni. W roku 1908 miejscowy zakład wyprodukował 19800 pudów żelaza handlowego. W 1910 roku zatrudnionych było tu ogółem 128 robotników.
W 1904 roku Felicjan Jankowski herbu Jastrzębiec nabył dobra Ruda Maleniecka zajmujące 8400 ha za kwotę ok. 2 mln rubli.
Z czasem nowy właściciel zlikwidował zakłady przemysłowe i zajął się nową, nieposiadającą w tym regionie tradycji działalnością gospodarczą-rybactwem. W wyniku starań Jankowskiego w 1912 roku rozpoczęła w Rudzie Malenieckiej działalność pierwsza w Polsce Doświadczalna Stacja Rybacka kierowana przez wybitnego ichtiologa Franciszka Staffa.
Z czasów działalności Bocheńskiego pozostał w Rudzie Malenieckiej między innymi tartak, który znajdował się w miejscu dzisiejszego przedszkola. Kiedy uległ on spaleniu w 1905 roku, Felicjan Jankowski przystąpił do budowy nowego, po przeciwnej stronie drogi, na placu o powierzchni 8 hektarów. Do napędu traków i pozostałych urządzeń sprowadził on z Anglii okrętową maszynę parową dużej mocy. W tym czasie był to największy tartak w okolicy.
Jednak upadek przemysłu metalowego zdegradował miejscowość do roli wsi rolniczej, pozbawiając wielu mieszkańców źródeł utrzymania. Nie pomogło założenie przez Jankowskiego dużego gospodarstwa rybnego oraz doświadczalnej stacji rybackiej.
Przez jakiś czas Ruda Maleniecka składała się z wsi i folwarku. Według wykazu miejscowości powiatu koneckiego z 1905 roku działało tu „Towarzystwo Akcyjne Ruda Maleniecka” i mieszkało we wsi 662 mieszkańców w 67 drewnianych budynkach. 102 dziesięciny stanowiły grunty chłopskie oraz 4816 dziesięcin gruntów należało do obywateli ziemskich. Natomiast folwark posiadał 18 budynków i 152 mieszkańców. Znajdował się tu, też młyn wodny.
W 1925 roku spadkobiercy Felicjana Jankowskiego dokonali podziału majątku. Ruda Maleniecka i Lipa stały się własnością córki Heleny, której mężem był Władysław Froelich herbu Boleszczyc.
Pierwszy Spis Powszechny z roku 1921 odnotował wieś o 380 mieszkańcach (w tym 6 narodowości żydowskiej) i 67 budynkach oraz folwark o 13 budynkach. W okresie międzywojennym nie nastąpiło odrodzenie się przemysłu w Rudzie Malenieckiej. Czynny był w tym okresie tartak, młyn wodny i posadzkarnia.
W 1937 roku rozwiedziona Helena podzieliła swój majątek między dwóch synów. Stanisław otrzymał Rudę Maleniecką zajmującą 1450 ha.
Stanisław Froelich został rozstrzelany przez Niemców w Warszawie podczas okupacji. Jego matka, żona i córka mieszkające w Rudzie zostały usunięte z majątku w 1945 roku na skutek upaństwowienia go.

### I wojna światowa
W drugiej połowie grudnia 1914 roku oddziały 1 i 2 armii austro-węgierskiej nacierając z kierunku Przedborza zepchnęły siły rosyjskie na linię Radoszyce – Fałków. Ostatecznie front ustabilizował się na zachód od Radoszyc poprzez Szkucin – Fałków – Diablą Górę – Opoczno. Tym samym Ruda Maleniecka znalazła się na bezpośrednim zapleczu frontu. Na wyżej wymienionym odcinku frontu naprzeciw siebie znalazła się 2 armia austro-węgierska i 4 armia rosyjska. Na jej prawym skrzydle walczył Moskiewski Korpus Grenadierów.
20 marca 1915 roku w okolice Rudy Malenieckiej przybył Legion Puławski dowodzony przez ppłk Antoniego Reutta. Nazwa jednostki wiązała się z Puławami – miejscem formowania legionu i używana była przez Polaków.
W legionie znaleźli się ochotnicy polskiej narodowości. Wielu z nich miało nadzieję, że formacja ta stanie się zalążkiem polskiej, silnej armii, która w odpowiednim momencie będzie w stanie wyzwolić kraj spod jarzma zaborców.
Legion powstał za zgodą naczelnego dowódcy armii rosyjskiej księcia Mikołaja. Od początku jednak strona rosyjska wykazywała niezadowolenie ze sposobu, w jaki tworzone były oddziały polskie. Nie podobały się, też rosyjskiej biurokracji mundury wyjściowe polskich ułanów wzorowane na tych z roku 1830. Wreszcie car nakazał przeformować legion na oddział pospolitego ruszenia i zabronił używania polskiej komendy. Tak, więc I Legion Polski przemianowano na 739 drużynę nowoaleksandryjską, a szwadrony ułanów na 104 i 105 sotnię pospolitego ruszenia. Mundury polowe żołnierzy Legionu Puławskiego nie różniły się niczym od rosyjskich. Jedynym elementem były naszywki L P (Legion Polski) na naramiennikach wyróżniające polskie oddziały. Poza tym niektórzy legioniści nosili wbrew regulaminowi polskie orzełki na czapkach.
W marcu 1915 liczący ponad 1000 żołnierzy Legion przybył do Końskich i podporządkowany został dowódcy 2 Brygady Grenadierów generałowi majorowi Józefowi Leśniewskiemu, która wchodziła w skład 2 Dywizji Grenadierów należącej do Korpusu Grenadierów.
28 marca 1915 roku w obecności dowódcy korpusu w Rudzie Malenieckiej odbył się przegląd Legionu Puławskiego. Sztab wraz z rezerwową kompanią zakwaterował się w Lipie. 1 kompania zajęła pozycje obronne w okopach w Szkucinie, a pozostałe dwie kompanie objęły stanowiska w okopach w Fałkowie. Tak, więc Legion przeszedł swój chrzest bojowy pod Fałkowem i w okolicach Rudy Malenieckiej. Jednocześnie odbywały się szkolenia oddziałów. Pomagali w tym oficerowie rosyjscy przydzieleni przez dowództwo korpusu. Między innymi ćwiczenia w strzelaniu odbywały się we wsi Plenna pod Radoszycami.
Na skutek niekorzystnej sytuacji na froncie 9 maja zgodnie z rozkazem legion wycofano z pierwszej linii i skierowano do Wyszyny Machorowskiej. Następnie wraz z korpusem wycofał się on i 18 maja znalazł w Krzyżanowicach koło Iłży.
W 1915 roku legion stoczył kilkanaście bitew w wyniku, których poniósł ogromne straty. Podczas walk zginęło 425 żołnierzy, a 1016 odniosło rany. Stanowiło to 92% stanu wyjściowego tej jednostki. Tak, więc Legion Puławski na skutek strat musiał zostać rozwiązany w październiku 1915 roku. Część legionistów wcielono do Brygady Strzelców Polskich.
Stanisław Tusiński w swojej pracy pt. „Bitwa pod Pakosławiem” wymienia miejscowości walk i potyczek żołnierzy Legionu Puławskiego. Są to między innymi: Fałków i Wyszyna Machorowska. Polegli chowani byli na cmentarzu polowym w Rudzie Malenieckiej.
Według przekazów mieszkańców okolicznych miejscowości podczas I wojny światowej w jednym z domów w Wyszynie Machorowskiej przez krótki czas mieścił się sztab bliżej nieokreślonego oddziału. Inne przekazy mówią o potyczce stoczonej przez oddział kawalerii na wzgórzu obok wsi. Wspominano też o przypadkach znajdywania w tym miejscu podczas prac polowych drobnych elementów żołnierskiego wyposażenia.

### Cmentarz wojenny z 1914 roku
Według przekazów mieszkańców cmentarz wojenny w Rudzie Malenieckiej został założony przez wojska rosyjskie. Dokonywano tu pochówków między innymi żołnierzy zmarłych w wyniku odniesionych ran i leczonych w pobliskim szpitalu polowym. Znajdował się on w położonej nieopodal szkole. (obecnie budynek przedszkola). Ostatnie pochówki zarówno żołnierzy rosyjskich jak i strony przeciwnej dokonali najprawdopodobniej żołnierze austro-węgierscy. Świadczyć mogą o tym istniejące pierwotnie napisy na ramionach krzyży. Wykonane zostały one alfabetem łacińskim, a nie cyrylicą. Ponadto użyto nazw stopni i jednostek w języku niemieckim. 

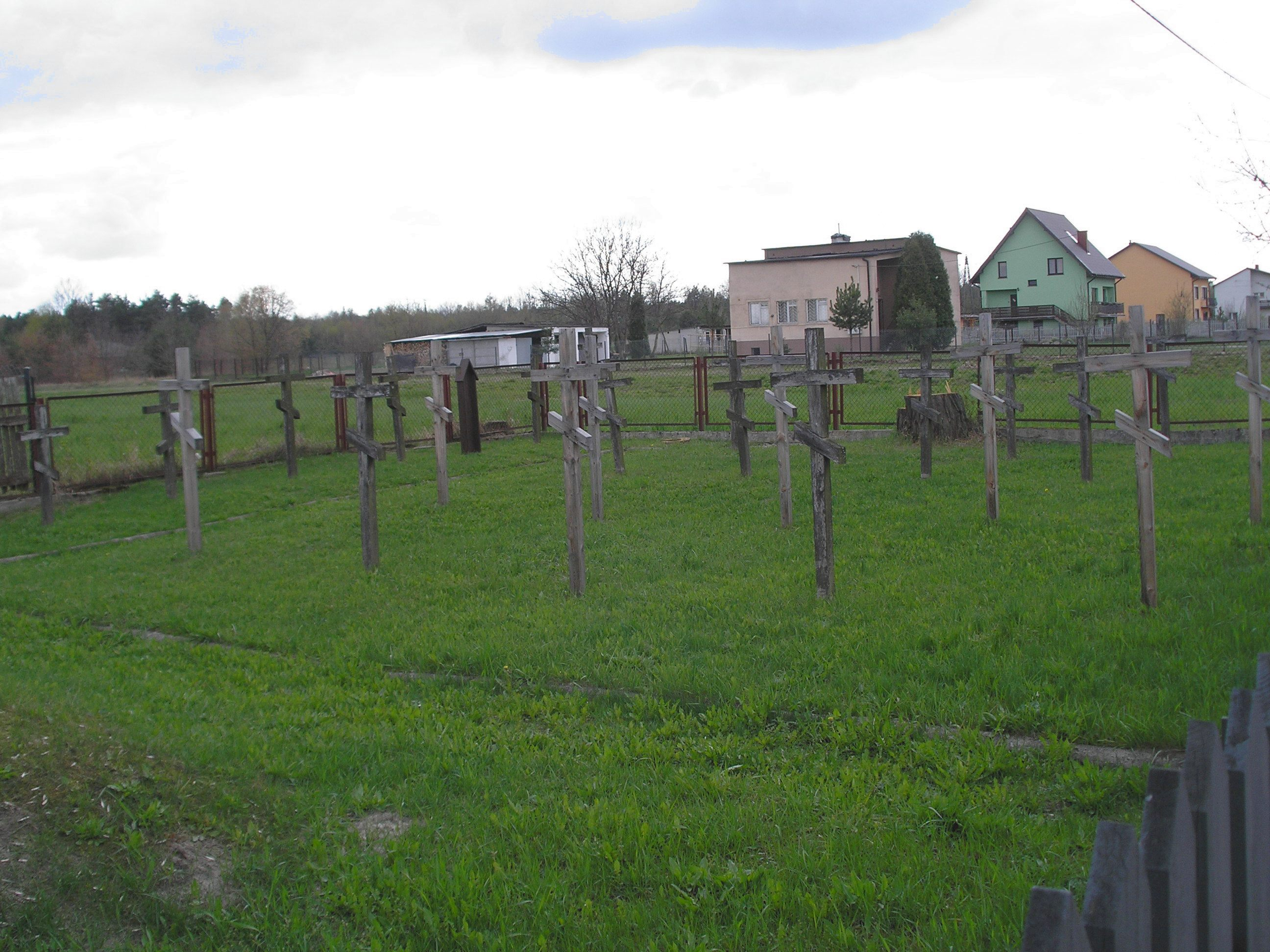
Cmentarz wojenny z 1914 r.

Poszukiwaniem grobów i urządzaniem cmentarzy jeszcze podczas trwania wojny zajmowały się specjalnie do tego celu stworzone w komendach powiatowych Oddziały Grobów Wojennych. Zostały one powołane przez austro-węgierskie Ministerstwo Wojny.
Nie wiadomo, dlaczego nie zdecydowano się na ustawienie na mogiłach żeliwnych krzyży, charakterystycznych dla cmentarzy wojennych w Końskich i Fałkowie.
Wiele podobieństw można znaleźć między cmentarzami wojennymi w Rudzie Malenieckiej i Fałkowie. Cmentarz w Fałkowie został założony również przez armię rosyjską, o czym mogą świadczyć zdjęcia pochodzące z lutego 1915 roku. W Fałkowie podobnie jak w Rudzie Malenieckiej istniał szpital polowy założony przez Rosjan w miejscowej szkole. Jednak po zajęciu Fałkowa przez armię austro-węgierską na cmentarzu tym dokonywano pochówków żołnierzy obu walczących stron. Prawdopodobnie wtedy zmieniono układ przestrzenny cmentarza i zastąpiono drewniane krzyże żeliwnymi. Krzyże i tablice produkowane były w odlewni w Radomiu.
W Rudzie Malenieckiej w 1928 roku młodzież szkolna usypała mogiłę nieznanego żołnierza. Była to jedyna zmiana, jakiej dokonano od chwili zakończenia pochówków na owym cmentarzu.
Po odzyskaniu niepodległości rozpoczęto w Polsce prace remontowe cmentarzy wielkiej wojny i komasację mogił. W ramach tych prac w latach 30 XX w. likwidacji uległ między innymi cmentarz wojenny w Sielpi, a spoczywających tam żołnierzy przeniesiono na cmentarz w Końskich.
Choć cmentarz wojenny w Rudzie Malenieckiej wrósł na stałe w pejzaż miejscowości, to mógł podzielić los innych, podobnych położonych w okolicy.
Ustawa z 1959 roku obróciła w niebyt wiele cmentarzy. Inne zostały zaniedbane, a z czasem zapomniane. W najbliższej okolicy przestały istnieć cmentarze w Przedborzu (3 cmentarze), Mniowie i Radoszycach.
Na posiedzeniu Gromadzkiej Rady Narodowej w Rudzie Malenieckiej 6.06.1957 roku padł wniosek o likwidację cmentarza wojennego. Miał on zgodnie z ustawą Dz. U.Nr 11, art. 6, póz. 62 z 1959 r. zostać zlikwidowany. Na skutek interwencji i długotrwałych starań pana Włodzimierza Koperkiewicza – opiekuna Miejsc Pamięci Narodowej, w 1970 roku cmentarz wpisano do „Rejestru Cmentarzy Okręgowej Komisji Opieki nad Zabytkami w Kielcach”.
Cmentarz wojenny w Rudzie Malenieckiej założony został w 1914 roku. Spoczywa tu 35 żołnierzy armii rosyjskiej, 2 niemieckiej i 1 austro-węgierskiej. Polegli oni w walce, a część z nich zmarła zapewne z ran i przeniesiona została tu ze szpitala polowego, który zorganizowano w pobliskiej szkole.
Początkowo cmentarz składał się 21 mogił w postaci pagórków ziemnych. Na grobach znajdowało się 17 krzyży prawosławnych, 2 katolickie oraz 2 tablice z blaszanymi daszkami. Pierwotnie na ramionach krzyży i tablicach widniały napisy, z czasem coraz mniej czytelne. Obecnie, po remoncie cmentarza zniszczone krzyże wymieniono na nowe. Wszystkie z nich to krzyże prawosławne. W latach 60 można było jeszcze częściowo odczytać napisy.
Pozostałości napisów na krzyżach: 
- WASILEWICZ TISLIKOW….
- ANDREJ … + 6.12.1914
- PIOTR JEGOROW KOMDT. D. TELEF. ABT. + 9.1.1915
- ANGRIGOR. GURLOWO- … GREND. GREN … IB GARDE R. 6 + 23.3.1915
- ALEXANDER MASZKOW GEFR… + 10.2.1915
- …K DIACZENKO GREND. TAURYCZER GREND. R… + 7.12.1914
- … … 12.12.1914
- PETER MOROZOW GREND. TAWRYCZER GR. GR 6 + 5.4.1914
- ANDREJ GRYGONOSZ GREND. MOSK. G. R. 8 + 2.1.1915
- …KORY ROSŁAKOW GREND. MOSK… + 16.12.1914
- … … + 7.7.1915
- … … + 2.3.1915
- … … + 18.1.1915

Napisy na tablicy: 
- FIODOR GRYGORIEW
- AROSTYN?
- PAWEL LEWICKI …ENADIER … … + 7. DEZ. 1914

Cmentarz wojenny w Rudzie Malenieckiej posiada dużą wartość historyczną. Analiza napisów znajdujących się niegdyś na ramionach krzyży, a teraz zachowanych już tylko w archiwach pozwala umiejscowić w czasie i przestrzeni ważne dzieje dotyczące miejscowości jak i walczących jednostek.
Napisy zawierają nazwiska, jak również nazwy i numery jednostek. Porównując napisy z cmentarza w Rudzie Malenieckiej oraz cmentarzy w Fałkowie i Końskich można prześledzić szlak bojowy 2 dywizji grenadierów. Na wszystkich trzech cmentarzach powielają się, bowiem nazwy wspomnianych oddziałów. 
Z analizy napisów wynika, że w Rudzie Malenieckiej spoczywają między innymi żołnierze 2 dywizji grenadierów, czyli 6 Taurydzkiego Pułku Grenadierów i 8 Moskiewskiego Pułku Grenadierów. W składzie tego korpusu walczył ochotniczy Legion Puławski, czyli I Legion Polski.
Często krzyże prawosławne budzą skojarzenie, że na danym cmentarzu spoczywają żołnierze rosyjscy. Jednak nic bardziej mylnego. Według ustaleń Włodzimierza Koperkiewicza na cmentarzu wojennym w Rudzie Malenieckiej spoczywa wielu Polaków, choć duża część napisów na krzyżach uległa zatarciu i nie może dać o tym świadectwa. Polacy ci, jako że byli poddanymi cara musieli walczyć w mundurach rosyjskich i pod obcym rozkazem.
Według Włodzimierz Koperkiewicza na cmentarzu spoczywają polscy żołnierze:
- Józef Sierski – poległy 7 lipca 1915 roku – żołnierz armii rosyjskiej (oryginalny napis na krzyżu „LSTM. Z.A.A.6731”)
- Paweł Lewicki – żołnierz wcielony do armii rosyjskiej – zmarł tragicznie w domu rodziców Bronisławy Kijowskiej zamieszkałej w Rudzie Malenieckiej nr 101.

Na cmentarzu spoczywa również żołnierz, ułan ochotniczego Legionu Puławskiego 
- Wacław Osiński – poległ 24 kwietnia 1915 roku koło Fałkowa (oryginalny napis na krzyżu „UŁAN 1. Poln. RUSS LLOGION”)

Użyte niemieckie nazwy i stopnie wojskowe często w skróconej formie:
- TELEF. ABT. – telefoniche abteilung – oddział telefoniczny
- GARDE – gwardia
- GEFR… – gefrajter – starszy kapral
- GR 6 – grenadier regiment 6 – 6 regiment grenadierów, czyli 6 pułk grenadierów
- G. R. 8 – 8 pułk grenadierów
- „LSTM. Z.A.A.6731” – LSTM – skrót od słowa landsturm, czyli pospolite ruszenie
- UŁAN 1. Poln. RUSS LLOGION” – ułan 1 polnische – ułan 1 polskiego legionu (Legion Puławski), dla wyróżnienia, że chodzi o armię rosyjską stąd drugi człon napisu Russische Llogion – legion rosyjski

## Zabytki
- Zespół dworski, wpisany do rejestru zabytków nieruchomych (nr rej.: A.496/1-3 z 20.12.1957, z 30.05.1972 i z 8.12.2014)[10]:
  - dwór, murowano-drewniany z końca XVIII w., przebudowany w II połowie XIX w. i w  XX w.,
  - neoromańska kaplica pw. św. Tadeusza, wybudowana w 1848 r. według projektu Jana Jakuba Gaya; budowla jednonawowa z prezbiterium i apsydą; na ołtarzu głównym znajduje się obraz NMP z połowy XIX w.; wnętrze przyozdobione jest dekoracją stiukową,
  - park z końca XVIII w., przebudowany w XIX w.
- Cmentarz wojenny z lat 1914–1915 (nr rej.: A.497 z 4.03.1991)[10].